# Résistance en Roumanie pendant la Seconde Guerre mondiale
Ne doit pas être confondu avec Résistance anticommuniste roumaine.
Le mouvement de résistance en Roumanie pendant la Seconde Guerre mondiale se manifeste de cinq manières :
- dans les territoires que le roi Carol II, menacé par l’ambassadeur allemand Wilhelm Fabricius (de), avait dû céder aux Soviétiques selon le Pacte germano-soviétique et aux Hongrois selon le deuxième arbitrage de Vienne, des groupes de maquisards se forment à partir de l’été 1940, à mesure que la répression des nouveaux maîtres de ces territoires se met en place ;
- après le coup d’État de septembre 1940 qui met au pouvoir l'« État national-légionnaire » dirigé par la Garde de fer et le maréchal Antonescu (auto-proclamé le « Pétain roumain »), la Wehrmacht est « invitée » à occuper ce qui restait de la Roumanie en octobre 1940 et de nouveaux groupes de maquisards se forment à mesure que les réquisitions se multiplient ;
- après la rupture du Pacte germano-soviétique en 1941, deux divisions roumaines, « Tudor Vladimirescu » et « Horea, Cloșca et Crișan » (en) se constituent du côté allié, en URSS, sous l'égide du Komintern puis du Parti communiste roumain ;
- après la défaite de Stalingrad en 1943, le roi Mihai Ier et les politiciens roumains tentent aussi de sortir de la sphère d’influence allemande, et finissent le 23 août 1944 par renverser Antonescu et par intégrer la Roumanie parmi les Alliés ;
- après la mise en place de la Shoah du régime Antonescu, des mouvements humanitaires parmi lesquels la Croix-Rouge joua le rôle principal, mirent en place des filières d’aide (essentiellement alimentaire et médicale) aux persécutés (notamment aux déportés en Transnistrie) et d’exfiltration par la Bulgarie (dans l’Axe mais pas belligérante contre les Alliés) et par la Turquie (neutre) vers la Palestine mandataire (à charge pour eux de se procurer les visas britanniques, accordés difficilement et au compte-gouttes).

## Histoire

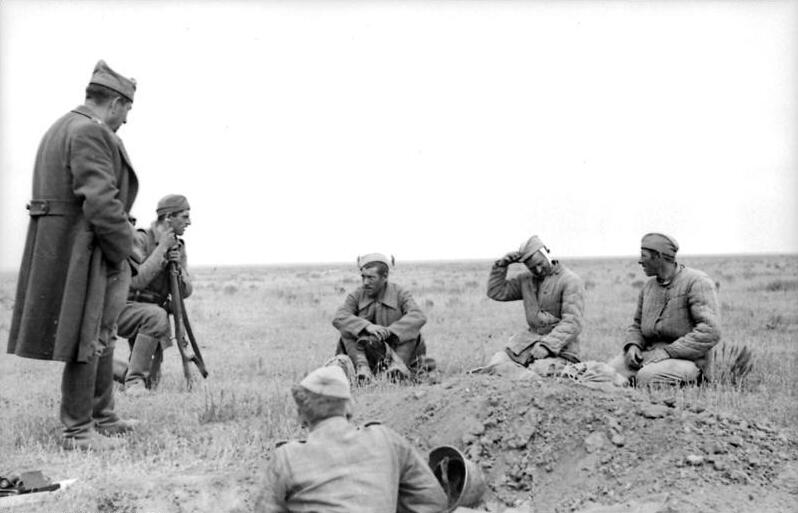
Militaires roumains et soviétiques discutant près de Stalingrad fin 1942 : les seconds sont, en théorie, prisonniers des premiers… mais pour peu de temps.

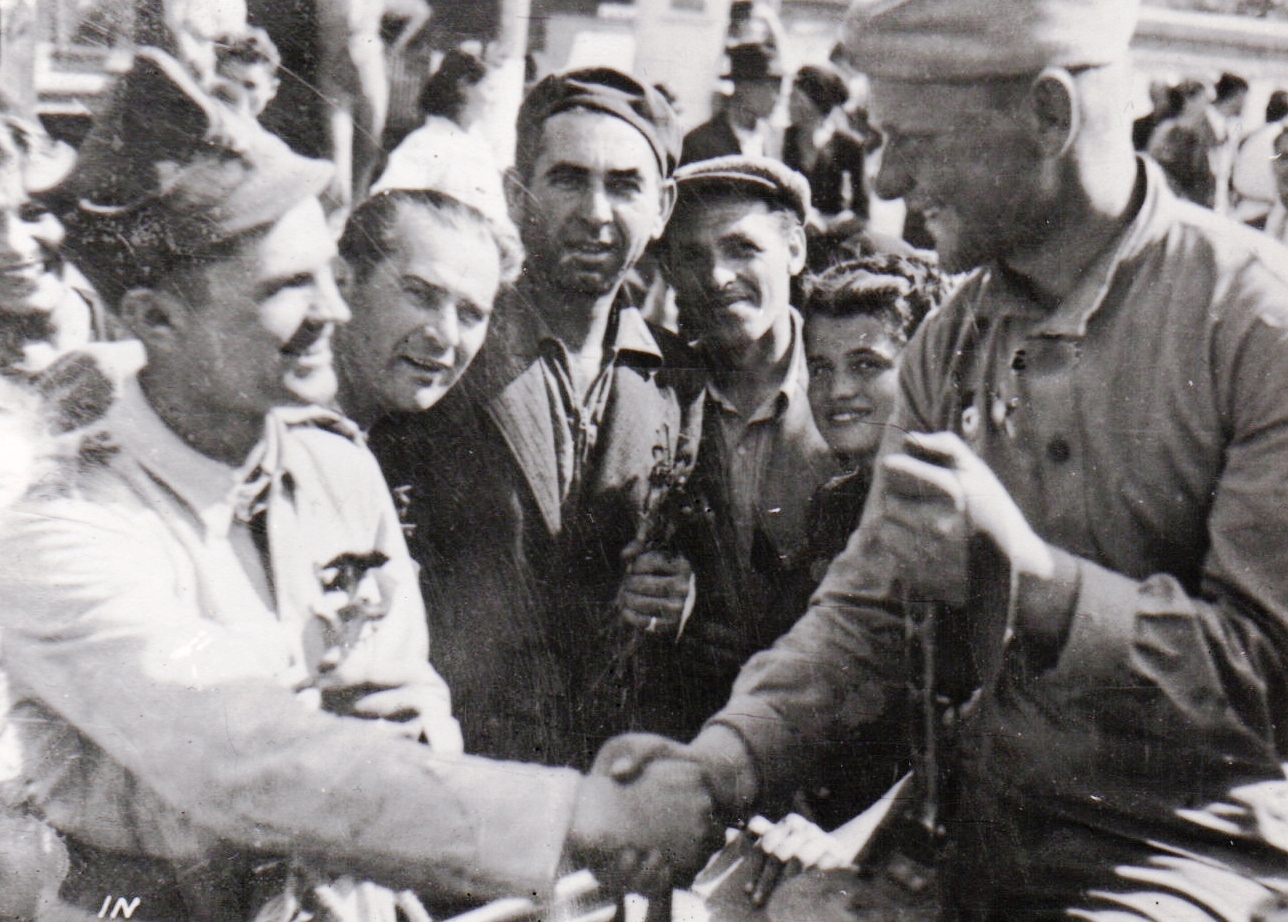
Les forces soviétiques accueillies en alliées par les militaires roumains en 1944.

### Les maquis
Le sentiment anti-allemand était resté très vif en Roumanie, tant chez les civils que les militaires, à la suite de la dureté de l’occupation allemande pendant la Première Guerre mondiale, et au fait que depuis son arrivée en Roumanie en octobre 1940, la Wehrmacht s’y comportait en pays conquis, multipliant les réquisitions, bien que le régime d'Antonescu fût l’allié du Troisième Reich. Les maquis sont alimentés par des ruraux affamés par ces réquisitions et fuyant la conscription, par des citadins antifascistes, des juifs fuyant les pogroms de la Garde de fer puis les travaux forcés et la déportation en Transnistrie (partie de l’Ukraine occupée par la Roumanie), des déserteurs. Des militaires antifascistes leur procurent secrètement armes et munitions. Comme en France, l’attaque contre l’URSS fait sortir les communistes de l’expectative : ils rejoignent l’opposition au fascisme.

### Les divisions roumaines alliées

Le « retournement du front roumain » en août 1944.

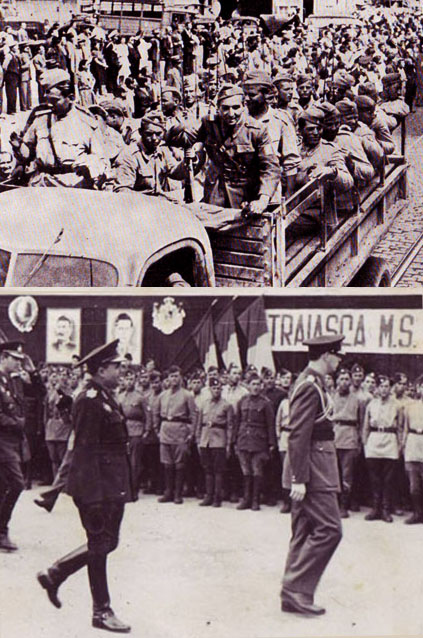
La division Tudor Vladimirescu lors de son entrée dans Bucarest fin août 1944 ; en bas, passée en revue par le roi Michel Ier début septembre.

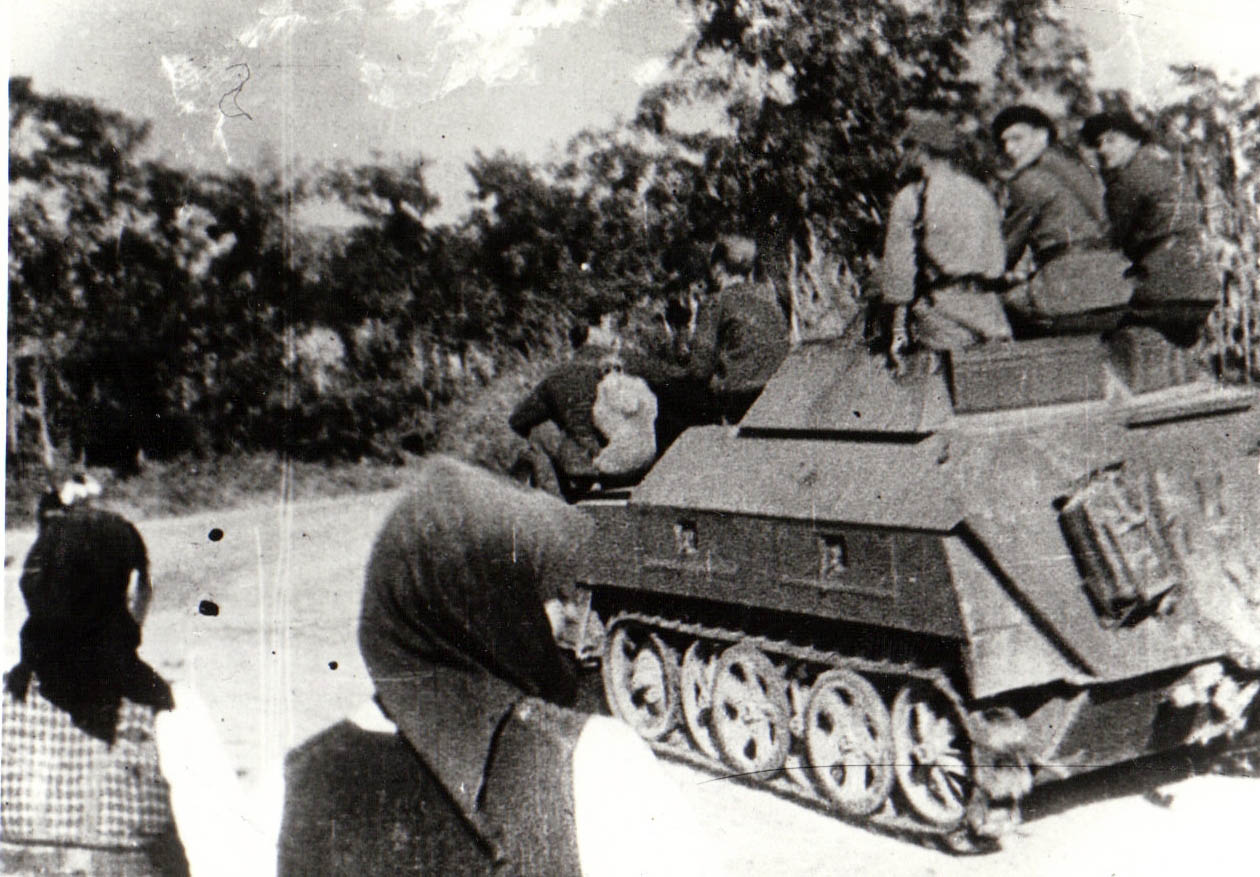
Chasseurs alpins roumains en guerre contre l'Axe en Transylvanie en 1944.

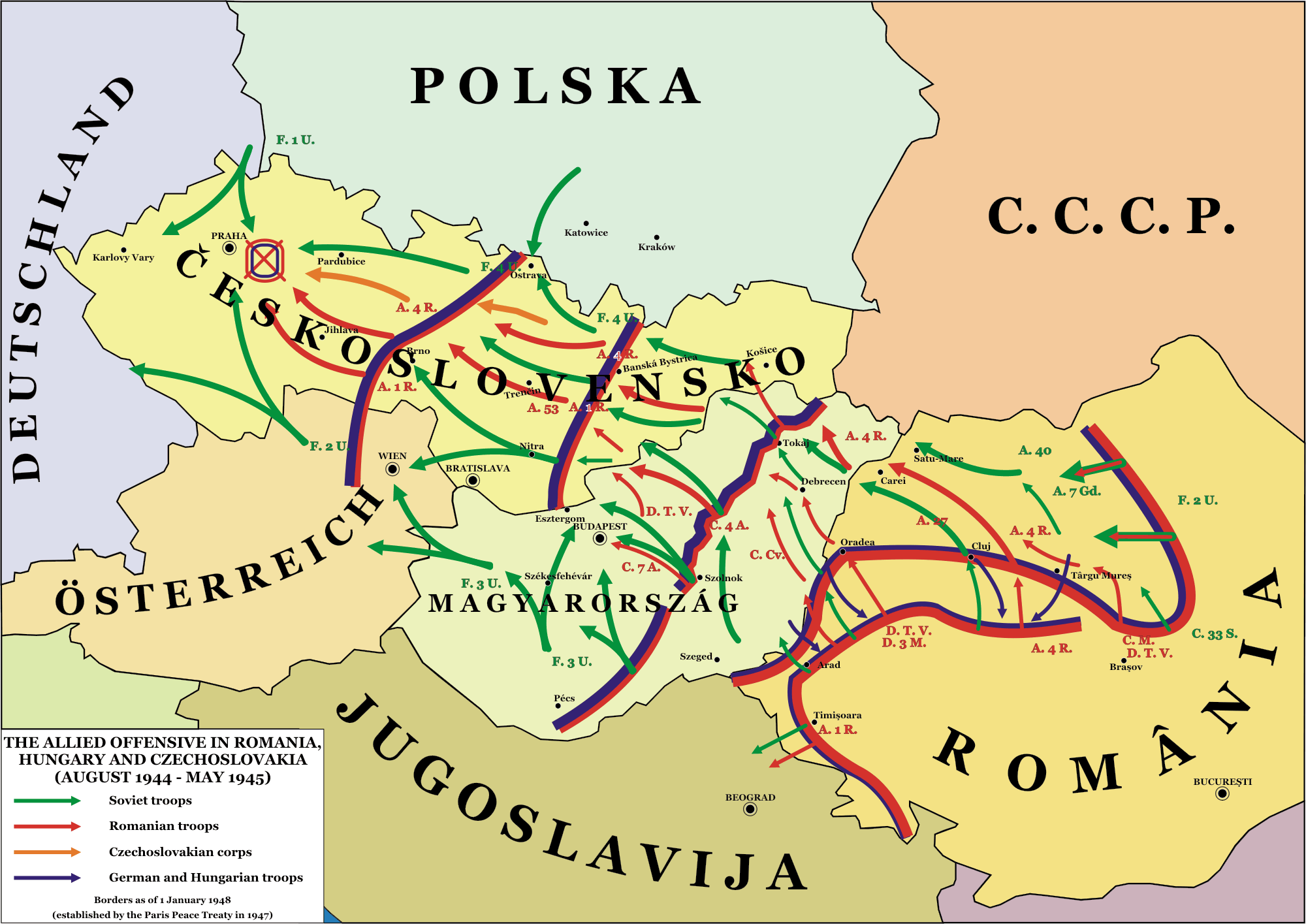
En rouge, la guerre de la Roumanie contre l'Axe du côté Allié du 24 août 1944 au 7 mai 1945.

Les divisions « Vladimirescu » et « Horia-Cloșca-Crișan » combattirent en URSS contre les Allemands. Elles grossirent pendant la campagne de l’armée roumaine contre l’URSS (juin 1941-août 1944) d’un grand nombre de déserteurs et de prisonniers roumains faits par l’Armée rouge. La division « Vladimirescu » a été commandée par les généraux Nicolae Cambrea et Iacob Teclu. La division « Horia-Cloșca-Crișan » a été commandée par le général Mihail Lascăr, qui s’était rendu et joint aux soviétiques à Stalingrad. Après avoir reculé vers l’Est devant les forces de l’Axe jusque dans le Caucase, elles ont avancé vers l’Ouest jusqu’à la fin de la guerre, atteignant Bratislava en Slovaquie le 4 avril 1945 et Humpolec en Bohême le 7 mai 1945.
La division « Vladimirescu » (6 000 hommes à sa constitution, 19 000 à la fin de la guerre, surtout des ruraux) fut placée en face de divisions allemandes ou hongroises et utilisée au combat direct. La division « Horia-Cloșca-Crișan » (5 000 hommes à la fin de la guerre, surtout des citadins) fut plutôt utilisée face aux unités de l’armée roumaine sous les ordres du régime Antonescu, en infiltration et propagande pour tenter (et souvent réussir, surtout pendant et après Stalingrad) de rallier les soldats à la cause Alliée. Quant aux prisonniers roumains faits par les Soviétiques, le choix entre la captivité en Sibérie et l’engagement dans les divisions « Vladimirescu » ou « Horia-Cloșca-Crișan » a déterminé un bon nombre d’entre eux à choisir la seconde option, même s’ils n’avaient pas de convictions politiques arrêtées. Au sein de ces divisions, il leur était donné une éducation politique de gauche sous les auspices des commissaires politiques membres du PCR : le colonel Mircea Haupt (frère de l’historien communiste devenu français, Georges Haupt) pour la division « Vladimirescu » et le colonel Walter Roman (ancien des brigades internationales en Espagne et père du premier ministre roumain Petre Roman) pour la division « Horia-Cloșca-Crișan ». Après la guerre, le 9 février 1946, 58 officiers de ces deux divisions reçurent l’ordre soviétique de la Victoire.

### La résistance civile
Contrairement à une idée répandue après-guerre, la société roumaine dans son ensemble ne partage pas les vues de l'extrême-droite (avant 1940 la gendarmerie avait reçu l'ordre de tirer sur tout rassemblement « légionnaire » refusant de se disperser). La résistance civile fut le fait de citoyens anonymes, de personnalités comme le poète Tudor Arghezi, la chanteuse de renom Maria Tănase, l'infirmière Viorica Agarici, le pharmacien Beceanu de Jassy ou Traian Popovici, maire de Czernowitz/Cernăuţi (des justes), mais surtout d'organismes humanitaires ou humanistes comme la Croix-Rouge roumaine qui apportèrent leur soutien aux maquis et aux proscrits ou persécutés du régime fasciste.
On y compte les humanistes du Service maritime roumain qui firent tourner tout au long de la guerre les paquebots Transilvania, Medeea, Impăratul Traian et Dacia, ainsi qu’une douzaine de navires plus petits entre Constanța et Istanbul au service de l’organisation « Aliya » dirigée par Samuel Leibovici et Eugen Maissner, sauvant plus de 60 000 personnes. Quelques centaines périrent à cause des torpilles soviétiques ou du refus des autorités turques de les laisser débarquer (tragédies du Struma ou du Mefküre). « Aliya » affrétait aussi des trains qui, à travers la Bulgarie (qui était dans l’Axe, mais sans être en guerre contre les Alliés), amenèrent des dizaines de milliers de juifs roumains en Turquie (neutre). De tels épisodes sont évoqués dans le film Train de vie de Radu Mihaileanu,.
La Croix-Rouge fit parvenir des vivres et des médicaments aux déportés de Transnistrie et convainquit des officiers de ne pas exécuter leurs ordres, permettant ainsi la survie de familles comme celles de Wilhelm Filderman ou de Norman Manea : de juin 1941 à août 1944, 8 600 condamnations en cour martiale sont prononcées pour de tels faits. De son côté, l’as de l’aviation Constantin « Bâzu » Cantacuzino organise un réseau pour prendre en charge les aviateurs américains abattus en Roumanie et les faire passer en Turquie. Il bénéficie de la discrète protection du roi Michel Ier et du gouverneur militaire de Bucarest, Constantin Sănătescu, qui fournissent par ailleurs des moyens de communication et une garde à la mission clandestine inter-Alliée (mission « Autonomous » du SOE),.

### La résistance politique

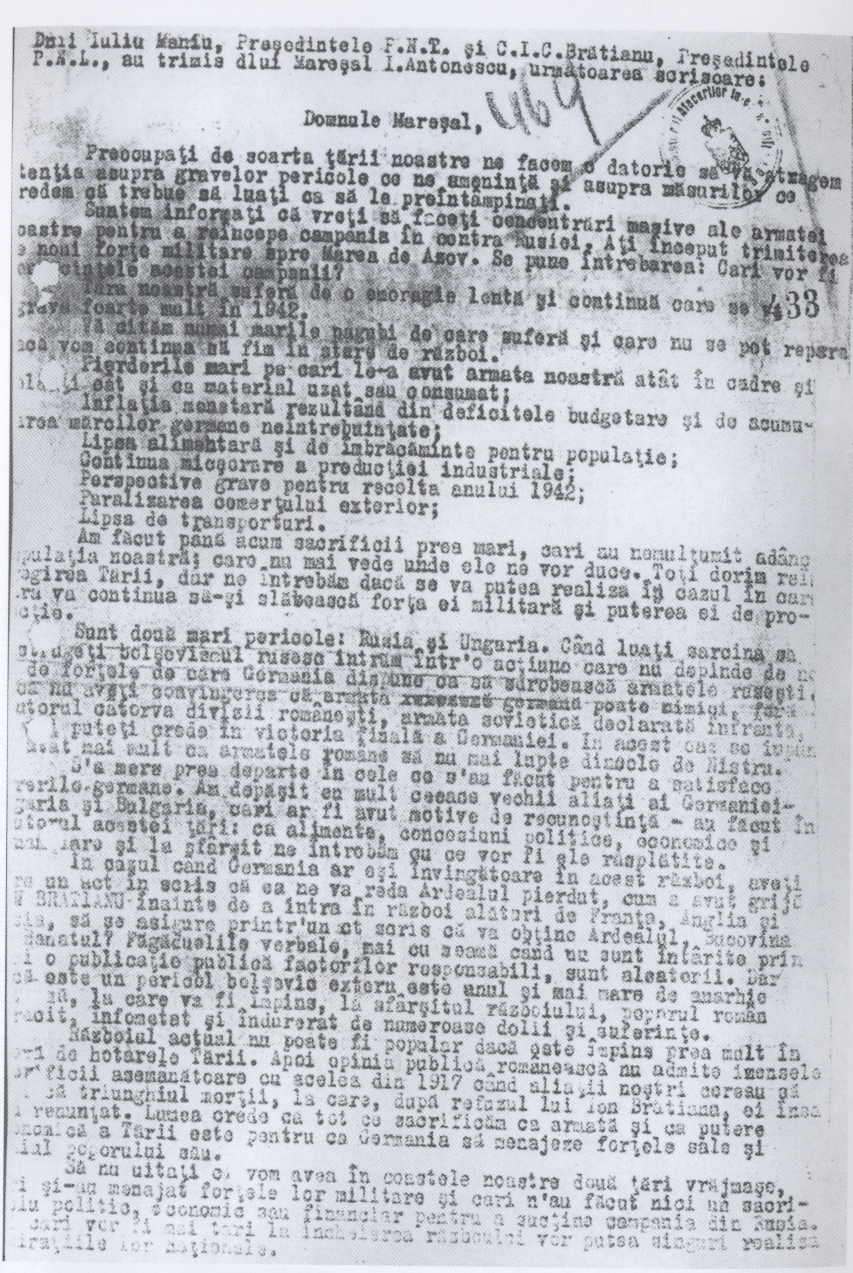
Le mémoire des leaders de l'opposition démocratique Iuliu Maniu et Ion Brătianu à Antonescu (1942) contre l'engagement de l'armée roumaine en territoire soviétique.

Des personnalités politiques formèrent, sans qu’Antonescu réagisse autrement que par des assignations à domicile, des groupes oppositionnels qui protestèrent publiquement contre la politique du régime : exaspéré par la « trahison passive » du dictateur roumain, qui « assure le Führer de sa fidélité tout en tolérant des agissements anti-allemands », Joseph Goebbels rapporte 19 février 1941 dans son journal personnel : « Antonescu est au gouvernement avec l’aide des francs-maçons et des ennemis de l’Allemagne. Nos minorités ont la vie dure. Le Reich a fait un tel effort pour rien ».
L’été 1943, l’ensemble de ces groupes politiques, communistes inclus, s’unirent en un Conseil national de la Résistance, secrètement présidé par le jeune roi Michel Ier de Roumanie et par les leaders des anciens partis démocratiques. Ce conseil tente de négocier en Suède (par l’ambassadeur Frederic Nanu et par son agent Neagu Djuvara) et en Turquie (par le prince Barbu Știrbei - descendant de son homonyme) un changement d’alliance au profit des Alliés occidentaux, et demande un débarquement anglo-américain dans les Balkans. Pour négocier directement sur place avec ce Conseil national de la Résistance, une mission clandestine inter-Alliée nommée Autonomous du SOE fut parachutée à Bucarest où le général Constantin Sănătescu lui fournit un appartement discret et des moyens de communication.

### Résultats
Les deux divisions « Tudor Vladimirescu » et « Horia-Cloșca-Crișan » sont rejointes par l’armée roumaine lorsque le 23 août 1944 le dictateur Antonescu est arrêté et destitué par le roi Michel Ier : sans attendre la réponse soviétique à sa demande d’armistice, la Roumanie déclare la guerre à l’Axe et engage les 550 000 soldats roumains contre l’Allemagne nazie. Le front se déplace alors de 700 km vers l’Ouest et le sud en moins d’une semaine et selon des estimations de Winston Churchill, l’entrée en guerre de la Roumanie aux côtés des Alliés a permis d’éviter la mort de centaines de milliers de soldats russes et a accéléré la fin de la Seconde Guerre mondiale de six mois.
Une fois déclarée la guerre contre l’Axe, les forces roumaines, grossies des engagés venus des maquis et mises sous commandement soviétique, lancent leurs offensives en Hongrie et progressent jusqu’en Slovaquie.
Du 24 août 1944 au 9 mai 1945, la Roumanie fut un pays Allié, et cela lui vaudra, à la conférence de la paix de Paris en 1947, de récupérer la Transylvanie du Nord que le Deuxième arbitrage de Vienne avait attribuée en 1940 à la Hongrie. Les opérations militaires des forces roumaines terrestres contre l’Axe s’échelonnent du 24 août 1944 (en Roumanie même) au 7 mai 1945 (Chotěboř-Humpolec, à 90 km à l’Est de Prague en Tchécoslovaquie). Les forces navales et aériennes roumaines ont été directement placées sous commandement soviétique et de nombreuses unités furent confisquées par l’URSS. Pour cette contribution du côté Allié, le roi Michel Ier reçut, lui aussi, l’ordre soviétique de la Victoire, décerné sur ordre de Joseph Staline.

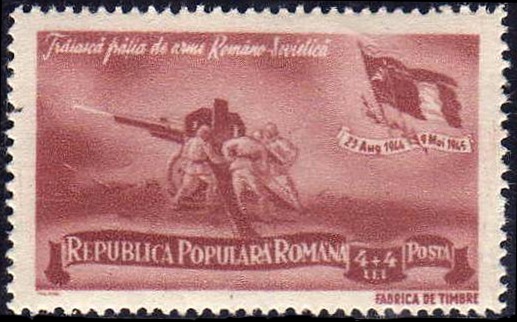
« Vive la fraternité d'armes roumano-soviétique ! », timbre roumain de 1948.

## Exégèse
Le 6 mars 1945, par un coup d'État, les communistes roumains prennent le pouvoir : ils le gardent jusqu’au 22 décembre 1989. Durant cette période, l’historiographie officielle « jette Antonescu et sa meute de bourreaux, laquais du capitalisme, aux poubelles de l'histoire » comme « ultime convulsion du régime monarchique bourgeois-latifundiaire » : à l’instar de l’historiographie française d’après-guerre face à Vichy, elle ne reconnaît au « Pétain roumain » ni représentativité, ni légitimité, et le passe presque sous silence, l’expédiant en quelques lignes, pour magnifier la résistance, mais en l’attribuant presque exclusivement au PCR. Le 23 août 1944, jour où la Roumanie rejoignit les Alliés, devint fête nationale, mais fut présenté comme une révolution communiste des travailleurs contre la monarchie et Antonescu.
La libération de 1989 change la donne. La société roumaine, y compris l’appareil communiste, rejette alors violemment l’héritage de la période communiste et, avec lui, la mémoire de la résistance et du 23 août 1944, accusés d’avoir « ouvert les portes à sept ans d'occupation soviétique et à 45 ans de dictature totalitaire ». La date du 23 août cesse d’être non seulement fête nationale, mais même jour férié. D’anciens chantres du régime communiste, comme Adrian Păunescu ou Corneliu Vadim Tudor, passent au nationalisme xénophobe et antisémite, et tentent de réhabiliter publiquement Antonescu, ce qui accrédite en Europe occidentale et aux États-Unis, mais aussi chez les russophones de Moldavie, l’image d’une société roumaine qui serait « profondément fasciste ».
Avec l’intégration de la Roumanie dans l’Union européenne, ces dérives hors du champ historique prennent fin, des commissions d’historiens se mettent en place, la Shoah du régime Antonescu et les deux millions de victimes du PCR sont officiellement reconnus, mais la mémoire de la résistance antifasciste n’est pas pour autant relevée, et à présent, c’est elle qui est expédiée en quelques lignes dans les livres scolaires et grand public. Son « espace mémoriel » est aujourd’hui dévolu à la résistance anticommuniste roumaine, à la dissidence anti-totalitaire et aux victimes de la « révolution » de 1989, magnifiées depuis 1990.
La contribution de la Roumanie aux côtés des Alliés est généralement ignorée dans les sources secondaires, qui présentent l’entrée des Soviétiques dans les Balkans en août 1944 comme la simple conséquence de l’offensive contre les Roumains et les Allemands des généraux Rodion Malinovski et Fiodor Tolboukhine de l’Armée rouge, sans mentionner le rôle de la Roumanie ; seul Johannes Frießner, commandant allemand du Groupe d'armées Sud, relate largement la « trahison des Roumains ».